# Тонала
Тонала (шп. Tonalá) је град у Мексику у савезној држави Халиско. Према процени из 2005. у граду је живело 374.258 становника.

## Становништво
Према процени из 2005. у граду је живело 374.258 становника.
| 1990.   | 1995.   | 2000.   | 2005.   |
| ------- | ------- | ------- | ------- |
| 151.190 | 250.058 | 315.278 | 374.258 |